# Савельев, Александр Павлович
Александр Павлович Савельев (род. 27 ноября 1956) — российский биолог, доктор биологических наук.
Известен как специалист по бобрам не только в России, но и на всём Евроазиатском континенте

## Биография
Родился 27 ноября 1956 года в селе Архангельское Юсьвинского района Пермской области. С 1964 по 1974 учился Юсьвинской средней школе.
После окончания школы поступил на биологический факультет Пермского государственного университета им. А. М. Горького.
С 1979 года по настоящее время работает в Кирове во Всероссийском научно-исследовательском институте охотничьего хозяйства и звероводства имени профессора Б. М. Житкова (ВНИИОЗ).
С 2001 года — заведующий лабораторией экологии, с 2005 года — заведующий отделом экологии животных ВНИИОЗ. С 2015 года — главный научный сотрудник ВНИИОЗ
В 1989 году в защитил кандидатскую диссертацию на тему «Сравнительная биологическая характеристика европейского и канадского бобров в СССР (адаптивные изменения при акклиматизации)», получил учёную степень кандидата наук по зоологии.
В 2003 году защитил докторскую диссертацию «Биологические особенности аборигенных и искусственно созданных популяций бобров Евразии и их значение для стратегии управления ресурсами», получил учёную степень доктора биологических наук по специальности «Охотоведение».

## Научная деятельность
Ещё в 1979 году в институте ему предложили тему для научной работы «Бобры».
В первый же год работы молодой учёный побывал в длительной экспедиции в Хабаровском крае, где изучал вселенных из других районов страны бобров.
За время своей работы он побывал в таких странах, как Германия, Испания, Япония, Польша, Монголия, Чехия, Дания и др.
За 40 лет работы в научно-исследовательском институте Александр Павлович совершал многочисленные научные экспедиции по России и СССР.
Проводит исследования бобров и других охотничьих животных при сотрудничестве с учеными из многих стран. Был организатором крупных международных проектов по расселению бобров в Монголии и глухарей в Польше.
Член редакционных коллегий нескольких научных и охотничьих журналов.

### Программа «Тувинский бобр»
С 1995 года доктор Савельев руководит комплексной научной программой «Тувинский бобр».
В рамках данной программы выполнены отдельные проекты: «Реакклиматизация тувинского бобра в Тодже» (2000—2004 гг.); «Изучение, сохранение и восстановление редкого вида тувинского бобра на территории Республики Тыва» (2003 г.).
В 1997 г. ведется глубокое изучение популяции тувинского бобра с использованием метода живоотлова, мечения и повторного отлова специалистами ВНИИОЗ, заповедника «Азас» при участии специалистов из Германии, Польши и Чехии.
В Институте цитологии и генетики СО РАН (Новосибирск) установлен кариотип тувинского бобра и создан его генетический банк данных. Заложена основа мониторинга тувинского бобра на р. Азас.
В 2003—2004 гг. по разрешениям МПР РФ выполнено переселение 17 бобров с р. Азас на р. Белин. По данным осеннего обследования 2005 г. бобры на р. Белин прижились. В результате был создан новый очаг обитания тувинского бобра (р. Белин).
Разработан план мероприятий по охране и расселению аборигенных бобров в верховьях Енисея.

### Труды
У Александра Павловича более 350 научных работ, значительная часть их опубликована в ведущих научных журналах мира.
Редактор (и автор раздела «Животный мир») монографии «Природные ресурсы Коми-Пермяцкого автономного округа» (1- изд. — 2005 г., 2-е изд. — 2006 г.), Кудымкар, 192 с.
Ответственный редактор научного сборника Исследование бобров в Евразии, Киров, 2011.

## Награды и признание
Почетный работник науки и высоких технологий Российской Федерации (2021).
За особые заслуги в исследовании диких животных награждён большой серебряной медалью Германского общества исследования дичи и охоты (Gesellschaft für Wildtier- und Jagdforschung e.V), 2011
Является членом научных териологических обществ России и Германии.
1 января 2002 года он был удостоен звания чрезвычайного члена Общества исследования дичи и охоты в Берлине.
За заслуги в развитии охотничьего хозяйства страны А. П. Савельев был награждён 7 декабря 2004 года дипломом и медалью им. Св. Георгия Победоносца. (Этот святой считается покровителем охотников).
В 2012 году в честь ученого назван новый для науки вид животного — клещика, который живёт исключительно на бобрах — Schizocarpus saveljevi.